# Magister (Rome antique)
Pour les articles homonymes, voir magister.
Un Magister (en français « maître ») est, sous la Rome antique, une personne qui a pouvoir ou autorité sur d'autres. C'est un titre donné à des fonctionnaires publics et municipaux, à des chefs de bureaux, à des présidents de collèges. On distinguent :
1. Les commandants militaires :
  - le magister populi, titre donné au dictateur
  - le magister equitum, chef d'état-major d'un dictateur par qui il était nommé
  - le magister militum, officier général de l'armée romaine sous le Bas-Empire
2. Les fonctionnaires : ce sont les directeurs de l'administration impériale, qui étaient appelés procurator avant la fin du IIe siècle.
  - le magister officiorum, haut fonctionnaire de l'administration centrale sous le Bas-Empire
  - le magister summarum rationum
  - le magister rei summae privatae
  - le magister a libellis
  - le magister a censibus
  - le magister a studiis
  - le magister XX hereditatium
3. Les magistrats municipaux : certaines communes qui n'étaient ni colonies, ni municipes, et qui étaient rattachées à une ville plus importante, étaient dirigées par un magister.
4. Les présidents de collèges religieux : ces collèges avaient à leur tête un magister, tels les Decemviri sacris faciendis, les Haruspices, les Salii, les Luperci, les sacerdotes Caeninences et les Arvales.
5. Les présidents d'associations professionnelles ou funéraires : ils étaient élus par l'assemblée, et avaient rôle tant civil que religieux.
6. Les présidents de société financière : ces sociétés, qui existèrent surtout à l'époque républicaine, étaient présidées par un magister qui n'avait qu'une fonction administrative, généralement pour un mandat de un an

## Source
- « Magister (Rome antique) », dans Charles Victor Daremberg et Edmond Saglio (dir.), Dictionnaire des Antiquités grecques et romaines, 1877-1919 [détail de l’édition] (lire en ligne) (« quelques transcriptions d'articles », sur mediterranees.net)